# Altiplà Yunnan-Guizhou
L'altiplà de Yunnan-Guizhou o altiplà de Yungui (xinès simplificat: 云贵 高原; xinès tradicional: 雲貴 高原; pinyin: Yúnguì Gāoyuán) és una regió de muntanyes situada al sud-oest de la Xina. La regió s'estén principalment per les províncies de Yunnan i Guizhou. Al sud-oest, és un autèntic altiplà amb zones altes relativament planes, mentre que al nord-est, és una zona generalment muntanyosa de turons ondulats, gorges i topografia càrstica.

## Geografia

### Definició
Segons la definició més estricta, l'altiplà de Yungui s'estén des de la falla del riu Roig a Yunnan al sud-oest fins a les muntanyes Wuling a Hunan al nord-est. Aquesta regió de l'altiplà inclou gran part de l'est de Yunnan i bona part de Guizhou. Tanmateix, una gran part de la resta de Yunnan i les zones altes circumdants són conegudes com a part de l'altiplà de Yunnan-Guizhou, fins i tot on no presenta característiques semblants a les dels altiplans.
Sota la definició més àmplia de l'altiplà de Yungui, les províncies inclourien no només Yunnan i Guizhou, sinó també el comtat de Gulin i els extrems més meridionals de Sichuan, l'est de Chongqing, el sud-oest de Hubei, l'oest de Hunan i el nord-oest de Guangxi.

### Geografia humana
Situat al sud-oest de la Xina, l’altiplà de Yungui separa la conca de Sichuan del sud de la Xina. La regió ha estat considerada durant molt de temps una part remota de la Xina. Històricament, l'altiplà ha estat la llar de molts pobles minoritaris que tradicionalment s'han dedicat a l'agricultura intensiva als turons i a les valls. Avui en dia, la regió de Yungui és una de les zones més deprimides econòmicament de la Xina i les províncies de Guizhou i Yunnan es troben a les tres primeres posicions en el rànquing de l’índex de desenvolupament humà a la Xina. Molts residents a l'altiplà de Yungui viuen de manera tradicional als pobles rurals.
Les principals ciutats de l'altiplà de Yungui són Kunming, Guiyang i Zunyi. L’altiplà de Yungui alberga moltes obres d’enginyeria, ja que s'han construït ferrocarrils i vies ràpides per travessar el terreny desafiant. El pont més alt del món, el pont de Beipanjiang, es troba a la frontera de Yunnan-Guizhou, al cor de l'altiplà.

### Geografia física
L'altiplà de Yungui és una gran regió muntanyosa amb un terreny accidentat que inclou cims càrstics escarpats i gorges profundes. L'altiplà està reforçat per les grans muntanyes Hengduan al nord-oest i per les regions de terres baixes al nord, est i sud-est. Altres grans serralades creuen o envolten parts de l'altiplà de Yungui. Les muntanyes Wumeng i Wulian Feng formen una barrera pel centre-nord de Yungui al llarg del riu Jinsha (Iang-Tsé superior). Al nord, les muntanyes Dalou recorren la vora del Yungui amb la conca de Sichuan. Les muntanyes Wuling al nord-est formen un terreny de transició entre l’altiplà i la plana del Iang-Tsé. Al sud, la serralada Miao baixa fins als turons càrstics del sud de la Xina. A través del riu Roig cap al sud-oest, les muntanyes Ailao formen una barrera definitiva.
Els cims d'alta muntanya del Tibet oriental són la font de molts dels grans rius asiàtics, que flueixen cap al sud cap a l'altiplà de Yunnan-Guizhou. Els rius es divideixen al voltant de l'altiplà, amb el Salween i el Mekong que es mantenen cap al sud i el Iang-Tsé girant cap al nord-est. La major part de l'altiplà occidental de Yungui és drenat pels rius Nanpan i Beipan, ambdues capçaleres del riu Perla. L'altiplà oriental de Yungui està en gran part drenat pel riu Wu, afluent del Iang-Tsé.
S'han format grans llacs a parts de Yunnan de l'altiplà de Yungui, incloent el llac Dian i el llac Fuxian. El llac Erhai es troba a l'extrem occidental de l'altiplà, a la base sud de les muntanyes Hengduan.

#### Glaceres
Durant el Quaternari s'han alternat períodes glacials i interglacials, quatre períodes glacials i tres interglacials. L'altiplà del Tibet del Nord són grans zones de permafrost, l'altiplà Quinghai-Tibet es troba encara en un període glacial.

#### Rius
Els molts cims d'altes muntanyes a l'altiplà Yungui són la font de molts grans rius. Alguns es barreja i es converteixen en grans rius que desemboquen al mar, mentre que altres desemboquen a llacs interiors. Diversos dels rius del sud-est són alguns dels rius més important del continent asiàtic, com el riu Yangtsé, el riu Groc, el riu Indo i el riu Brahmaputra, conegut en el seu curs superior com riu Tongtian.

#### Llacs
L'altiplà del Tibet és una de les zones amb la majoria dels llacs a la Xina de totes les mides i descripcions. La majoria dels llacs s'hi agrupen. Un llac en general es troba en una depressió o conca. La Regió Autònoma del Tibet té més de 1.500 llacs. El llac interior més gran és el llac Namtso, seguit per Seling.

## Clima i ecologia
El clima passa gradualment de més sec al sud-oest a més plujós al nord-est. Al centre-est de Yunnan, parts de l’altiplà de Yungui experimenten un clima semiàrid. A la major part de Guizhou, el clima es classifica com a subtropical humit. L'altiplà de Yungui està cobert per boscos de fulla perenne subtropical a bona part de Yunnan i per boscos mixtos de fulla ampla a gran part de Guizhou.

### Temperatura
A causa de l'altitud, el clima de l'altiplà està subjecte a la radiació solar intensa i les temperatures fredes, amb una gran fluctuació diària i poca variació anual. El clima es divideix en estacions seques i humides. En general, la temperatura varia d'un lloc a l'altre.

### Flora
Avui, l'altiplà de Guizhou està cobert per una densa vegetació subtropical, que inclou algunes plantes d'abast restringit i diverses espècies de mamífers en perill d'extinció.
Amb una altitud que oscil·la entre els 1.000 i 1.400 metres, l'altiplà de Guizhou mostra un paisatge accidentat de turons de pedra calcària, separats per profunds conques amb parets escarpades. Aquesta regió forma part del conegut carst de la Xina Meridional, un regne geològic on la pedra calcària es dissol lentament en l'aigua, creant un paisatge ple de coves, dolines i rius subterranis.
Tot i no ser àrid, ja que gaudeix de menys de 165 dies assolellats a l'any, les plantes de l'altiplà de Guizhou han desenvolupat estratègies per adaptar-se a les limitacions d'aigua de la pedra calcària porosa. Moltes espècies vegetals utilitzen teixits suculents i espines per retenir i defensar la humitat en aquest entorn. Les condicions ambientals d'aquesta regió donen suport a un bosc subtropical, amb espècies d'arbres que conserven les seves fulles durant tot l'any. El bosc original, tot i fragmentat, està dominat per roures, castanyers, Cyclobalanopsis i altres arbres de la família de les Lauràcies, sovint aromàtics. Protegit del clima durant l'última edat de gel, l'altiplà de Guizhou alberga espècies vegetals rares i protegides, com ara coníferes subtropicals, falgueres arbòries i la flor de colom amb fulles modificades que exerceixen la funció de pètals. La camèlia, planta del qual es produeix el te, també és nativa d'aquests boscos.
Els boscos de coníferes amb agulles es troben en diverses parts de l'ecoregió de l'altiplà de Guizhou. Destaquen espècies com el pi roig xinès al nord-est i el pi de Yunnan al sud. A més, en zones elevades es troben arbres com l'avet, la cicuta i l'avet de muntanya Fanjing, aquest últim endèmic d'aquesta regió. La preservació de la biodiversitat en aquesta zona és crucial, ja que algunes espècies es troben en situació crítica. El mico gris, una de les tres espècies de micos daurats que habiten les muntanyes del sud de la Xina, està gairebé restringit a la Reserva Natural de Fanjing Shan, una àrea protegida reconeguda per la UNESCO com a Reserva de la Biosfera i Patrimoni de la Humanitat. Altres espècies, com la salamandra gegant en perill crític i el faisà de Reeve, també es troben en aquesta regió.
A més, els paisatges accidentats de l'altiplà de Guizhou serveixen com a refugi per a diverses espècies amenaçades a nivell mundial, com ara el macac assamès, el mico fulla de François, el cérvol almesc del bosc i el lleopard ennuvolat. Tot i que la subespècie de tigre del sud de la Xina ja ha desaparegut d'aquesta zona, hi ha plans per reintroduir-la a la reserva natural de Xi shi al nord de la regió.
Malgrat la seva importància ecològica, Guizhou és una de les províncies més pobres de la Xina. Moltes persones depenen directament dels recursos naturals per a la seva subsistència, principalment a través de l'agricultura de subsistència. Això posa en relleu la necessitat d'equilibrar la conservació ambiental amb el desenvolupament econòmic.
Per garantir la preservació d'aquest entorn únic, les accions de conservació prioritàries inclouen el control del desenvolupament turístic a les àrees protegides com Fanjing Shan, la protecció de l'hàbitat natural durant els esforços de desenvolupament rural i l'atenció a la qualitat de l'aire i l'aigua per reduir la contaminació industrial a nivell regional.

## El Paleolític al sud de la Xina
Durant dècades, s'ha considerat que la indústria paleolítica al sud de la Xina es caracteritzava principalment per l'ús d'eines de llambordes o eines de picar, també conegudes com a Mode 1, segons Movius (1948). No obstant això, aquestes etiquetes són massa simplistes, ja que la realitat local és molt més complexa. El descobriment del fenomen bifacial a Bose (Guangxi, sud de la Xina) i la presència d'una tradició de descamació (core-flaking) a Yunnan-Guizhou han posat de manifest la diversitat d'eines utilitzades en aquesta regió. Aquest estudi pretén explorar les tradicions lítiques a les províncies de Guizhou i Yunnan, on s'ha documentat una cultura de descamació a llarg termini i una petita indústria d'eines de floc des del Plistocè primerenc fins a l'Holocè primerenc. La tradició de descamació al sud-oest de la Xina podria representar adaptacions locals i estabilitat tecnològica en un entorn muntanyós i forestal subtropical. La transició cap a eines de mida més gran i altres estratègies de tall i indústria òssia al Plistocè final (després dels 50-40 ka BP) a l'altiplà de Yunnan-Guizhou sembla ser un fenomen abrupte que pot indicar innovacions locals o la migració de noves poblacions, contribuint a la diversitat cultural de la regió.
El coneixement de la cultura paleolítica d'Àsia oriental s'ha desenvolupat principalment en comparació amb el registre arqueològic occidental. Durant el Paleolític inicial i mitjà, la manca d'eines atxeulianes i nuclis preparats a l'Àsia oriental contrasta amb els registres de l'Europa i l'Àfrica. No obstant això, també s'han identificat dues tradicions lítiques principals a l'Àsia oriental: la tradició de l'eina de llambordes al sud i la tradició de l'eina de floc al nord. Les noves tecnologies, com ara Levallois i les tecnologies de lames, van aparèixer al nord durant el Pleistocè final, possiblement associades a la migració de noves poblacions des de l'oest després de fa 50 ka BP. En contrast, l'altiplà de Yunnan-Guizhou mostra una evolució tècnica peculiar des de les primeres etapes del Paleolític, amb una tradició d'eines de petites escates que es va desenvolupar de manera independent de les regions veïnes. Aquesta singularitat encara no s'entén del tot degut a la manca d'atenció a les transformacions tecnològiques des d'una perspectiva macroscòpica i amb una cronologia detallada.